# Rámsar
Rámsar (persky رامسر‎) je město na severním okraji Íránu. Leží na jižním břehu Kaspického moře v provincii Mázandarán. V roce 2012 mělo zhruba 33 tisíc obyvatel, vesměs mluvících gilačtinou, jedním ze západoíránských jazyků.
Rámsar je správním centrem stejnojmenného okresu, který je nejzápadnějším v Mázandaránské provincii. Okres hraničí na západě s provincií Gílán, na jihu s provincií Kazvín a na východě s vedlejším okresem Tonekábonem.
Po městu je pojmenována Rámsarská úmluva na ochranu mokřadů, která zde byla podepsána 2. února 1971.